# Omphaletis suffusa
Omphaletis suffusa är en fjärilsart som beskrevs av W. Warren 1914. Omphaletis suffusa ingår i släktet Omphaletis och familjen nattflyn. Inga underarter finns listade i Catalogue of Life.